# Eremobia pelurica
Eremobia pelurica là một loài bướm đêm trong họ Noctuidae.